# Konstantin zu Hohenlohe-Schillingsfürst
Konstantin Viktor Ernst Emil Karl Alexander Friedrich Prinz zu Hohenlohe-Schillingsfürst (* 8. September 1828 in Wildeck, Hessen; † 14. Februar 1896 in Wien) war k.u.k. Erster Obersthofmeister und General der Kavallerie in Österreich-Ungarn.

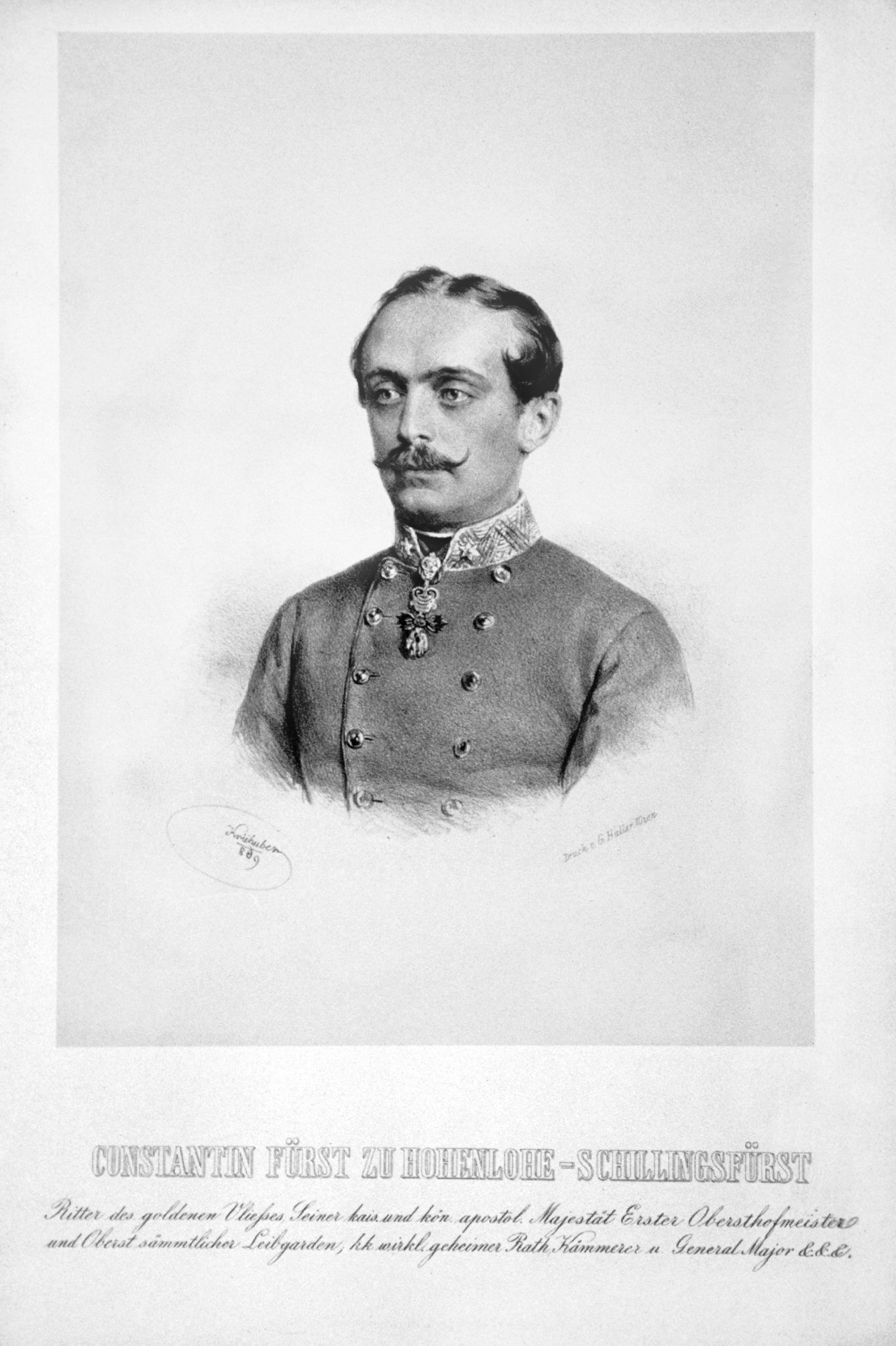
Constantin Fürst Zu Hohenlohe-Schillingsfürst
Lithographie von Josef Kriehuber, 1869.

## Leben

### Familie
Prinz Konstantin war der jüngste Sohn von Fürst Franz Joseph zu Hohenlohe-Schillingsfürst. Seine drei älteren Brüder waren
- Victor Herzog von Ratibor, Präsident des preußischen Herrenhauses,
- Chlodwig zu Hohenlohe-Schillingsfürst, deutscher Reichskanzler sowie
- Kardinal Gustav Adolf zu Hohenlohe-Schillingsfürst.

Daneben hatte er noch drei Schwestern und zwei weitere im frühen Kindesalter verstorbene Brüder.
Am 15. Oktober 1859 heiratete Prinz Konstantin in Weimar Prinzessin Marie zu Sayn-Wittgenstein (* 18. Februar 1837 in Woronice; † 21. Januar 1920 auf Schloss Friedstein bei Stainach), Tochter der geschiedenen Fürstin Carolyne zu Sayn-Wittgenstein (1819–1887), die seit 1849 mit Franz Liszt in Weimar zusammenlebte. Prinzessin Marie hatte ihre Jugend in Weimar und auf Reisen im Kreise von Dichtern und Künstlern verbracht. In Wien, wo sie mit ihrem Mann ab 1862 im Palais Dobner-Dobenau lebte, das er 1861 gekauft hatte, wurde sie Förderin des Kunst- und Kulturlebens und engagierte sich für soziale Einrichtungen. Ihr Lieblingsdichter war der in Wien lebende Friedrich Hebbel. Anton Bruckner, Mitglied der Wiener Hofmusik-Kapelle, widmete Hohenlohe 1881 seine Symphonie Nr. 4 Es-Dur, die „Romantische“ – und Johann Strauss Sohn bereits 1868 seinen Walzer Geschichten aus dem Wienerwald.
Seine Kinder waren:
- Prinz Franz Joseph zu Hohenlohe-Schillingsfürst (* 17. Juli 1861 in Wien; † 27. Dezember 1871 ebenda)
- Prinz Konrad zu Hohenlohe-Schillingsfürst (* 16. Dezember 1863 in Wien; † 21. Dezember 1918 in Kammern im Liesingtal) ⚭ Gräfin Franziska von Schönborn-Buchheim (1866–1937)
- Prinz Philipp zu Hohenlohe-Schillingsfürst (* 14. Dezember 1864 in Wien; † 27. Juli 1942 ebenda), Pater Konstantin OSB
- Prinz Gottfried zu Hohenlohe-Schillingsfürst (* 8. November 1867 in Wien; † 7. November 1932 ebenda) ⚭ Erzherzogin Maria Henriette von Österreich-Teschen (1883–1956)
- Prinz Wolfgang zu Hohenlohe-Schillingsfürst (* 18. Oktober 1869 in Pötzleinsdorf bei Wien; † 7. Dezember 1883 in Wien)
- Prinzessin Dorothea zu Hohenlohe-Schillingsfürst (* 10. April 1872 in Wien; † 31. März 1954 auf Schloss Feistritz in Steiermark) ⚭ Graf Vollrath von Lamberg (1866–1958)

### Laufbahn

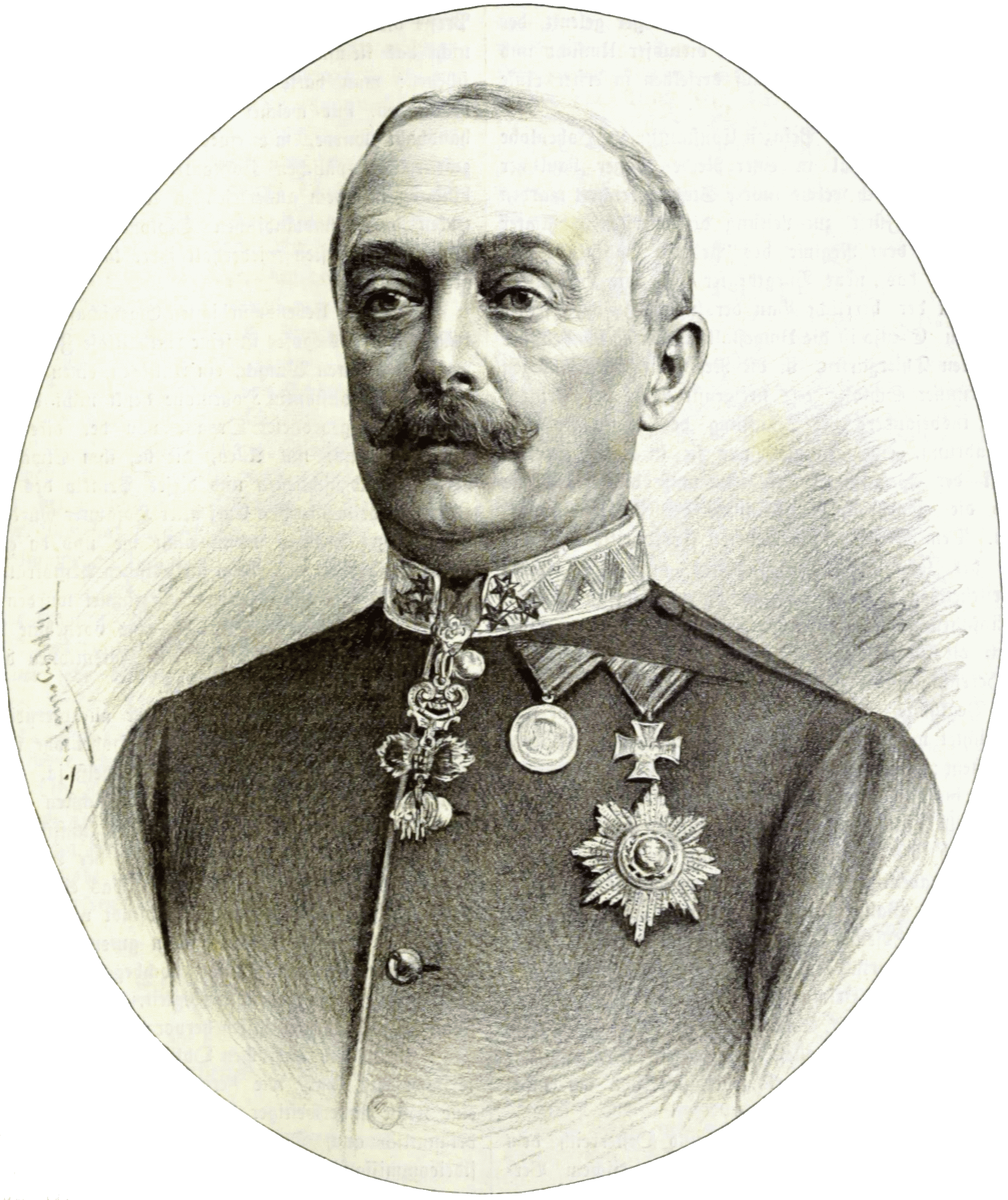
Erster Obersthofmeister General der Cavalerie Constantin Prinz zu Hohenlohe-Schillingsfürst
Foto von Th.Mayerhofer aus dem ‘Wiener Salonblatt’, vol.24, nr.6, p.1 (5. Februar 1893).

Konstantin besuchte in Breslau das Maria-Magdalenen-Gymnasium, das er 1848 mit dem Abitur verließ mit dem Vermerk: „wird sich dem Militärstande widmen“. Er trat noch im gleichen Jahr in den Dienst der österreichischen Krone. 1849 nahm er am oberitalienischen Feldzug teil, 1854 trat er in den österreichischen Hofdienst, 1859 wurde er Flügeladjutant Kaiser Franz Josephs I.
Im Juli 1866, nach der für Österreich unheilvollen Schlacht von Königgrätz, wurde Konstantin zu Hohenlohe-Schillingsfürst zum Ersten Obersthofmeister ernannt. Zugleich erhielt er mit seiner Gattin den persönlichen Fürstentitel mit dem Prädikat „Fürstliche Gnaden“. Er galt als vollendeter Hofmann, sein Handeln stimmte immer mit der politischen Linie des Kaisers, der zwei Jahre jünger als er war, überein. Der Obersthofmeister stand am Wiener Hof im Mittelpunkt des politischen und des gesellschaftlichen Lebens; als das bis 1866 einheitliche Kaisertum 1867 in die Doppelmonarchie Österreich-Ungarn umgegliedert wurde, erhielt das Obersthofmeisteramt, für beide Reichshälften zuständig, die Bezeichnung k.u.k.
Nach der vom Kaiser 1857 angeordneten Beseitigung der Wiener Stadtbefestigungen begann mit der Errichtung der Wiener Ringstraße Jahrzehnte lange rege Bautätigkeit. Zu den Aufgaben des Obersthofmeisters gehörte die Verantwortung für Bauwerke und Liegenschaften des kaiserlichen Hofes, an der Ringstraße die Vollendung des k.k. Hofoperntheaters, später der Neubau des k.k. Hofburgtheaters und der Bau der zwei neuen Hofmuseen, des Kunsthistorischen und des Naturhistorischen Museums. Bei der Hofburg begann der Bau der Neuen Burg, der bis zum Ersten Weltkrieg dauern sollte. Im Wiener Prater, dem einstigen kaiserlichen Jagdgebiet, traten anlässlich der Wiener Weltausstellung 1873 (Hohenlohe war an der Bauleitung beteiligt; der im Prater neu aufgeschüttete Konstantinhügel wurde nach ihm benannt) ebenso große Veränderungen ein wie im Zusammenhang mit der 1875 abgeschlossenen Donauregulierung. Als Freund der schönen Künste holte er namhafte Künstler zur Ausgestaltung der neuen kaiserlichen Bauten nach Wien. Als oberster Chef der Hoftheater war er oft auch bei Kompetenzstreitigkeiten als Vermittler gefragt.
Bei Verhandlungen mit unterschiedlichen politischen, gesellschaftlichen und ethnischen Delegationen vertrat er immer die Meinung des Kaisers; etwas Anderes wäre in seiner Funktion undenkbar gewesen. Zudem hatte er viele offizielle Verpflichtungen bei Besuchen ausländischer Würdenträger wahrzunehmen, die, was ihr Erscheinen bei Hof betraf, vom Obersthofmeisteramt zu betreuen waren. Diese nahmen anlässlich der Weltausstellung deutlich zu.
Hohenlohes Ehrgeiz, alle Fäden in der Hand zu behalten, ließ ihn bei den vielseitigen Aufgaben an seine Leistungsgrenzen stoßen. Die Last der Aufgaben und der Verantwortung beeinträchtigte zunehmend seine Gesundheit. Er wurde als klug, tatkräftig und energisch beschrieben. Der vielbeschäftigte Obersthofmeister wurde wegen seiner Schlagfertigkeit und seines Erzähltalents geschätzt, doch konnte er auch aufbrausend sein. Hohenlohe blieb Erster Obersthofmeister bis zu seinem Tod, im Amt gefolgt von Rudolf von Liechtenstein.

## Auszeichnungen
Fürst Konstantin zu Hohenlohe-Schillingsfürst wurde 1870 Ehrenmitglied der Gesellschaft der Musikfreunde sowie 1873 Ehrenkurator der Akademie der Bildenden Künste Wien und Ehrenkurator des Österreichischen Museums für Kunst und Industrie. Er erhielt vom Kaiser als König von Ungarn das Großkreuz des königlich-ungarischen Stephansordens, wurde vom Kaiser zum lebenslangen Mitglied des Herrenhauses der österreichischen Reichshälfte ernannt und 1883 mit dem Orden vom Goldenen Vlies, dem Hausorden der Dynastie Habsburg-Lothringen und ranghöchsten Orden der Gesamtmonarchie, ausgezeichnet. Hohenlohe war zudem Träger der höchsten Orden fast aller europäischen Fürstenhäuser.